# Arden-Syntax
Die Arden-Syntax ist eine Programmiersprache zur Erfassung, Beschreibung und zum Austausch von medizinischem Wissen in Expertensystemen.

## Beschreibung
Das Wissen wird in unabhängige Module (Medical Logic Modules, MLM) gegliedert. Die Module sind in Slots unterteilt, welche wiederum in Wartungs-, Bibliotheks- und Wissenskategorien gruppiert sind. Jedes einzelne Modul muss genug Information enthalten, um eine bestimmte Entscheidung treffen zu können. Sie können zeitabhängig sein und auf externe Quellen wie Datenbanken zugreifen. Jedes Modul enthält zudem Informationen, um die jeweilige MLM-Datenbank intakt zu halten sowie Verknüpfungen zu anderen Wissensquellen.
Datenauswertungen, Behandlungsprotokolle, Anzeige von Kontraindikationen, Diagnoseanalysen und Managementvorschläge sind Beispiele für Einsatzmöglichkeiten der Sprache im medizinisch-klinischen Betrieb.

## Ursprung
Die Arden-Syntax entwickelte sich aus dem HELP-System des LDS Hospital in Salt Lake City, dem CARE-System des Regenstrief Institute in Indianapolis, dem ersten Arden-System des Columbia Presbyterian Medical Center in New York City sowie aus diversen weiteren Vorläufern zu Beginn der 1990er Jahre.
Benannt ist die Sprache nach der Arden Homestead in Harriman, New York, USA, wo die erste Tagung ("Arden Homestead Retreat") zur gemeinschaftlichen Nutzung medizinischen Wissens stattfand.